# Lorenz Oken
Lorenz Oken (Offenburg, 1 d'agost de 1779 - Zúric, 11 d'agost de 1851), va ser un naturalista, biòleg, botànic i ornitòleg alemany, un dels representants més excel·lents de la Naturphilosophie.

## Biografia
Nascut a Bohlsbach, Suàbia, i anomenat originalment de cognom Ockenfuss, va estudiar història natural i medicina a la Universitat de Würzburg. Una vegada admès a la Universitat de Gotinga, és nomenat Privatdozent i abreuja el seu cognom a Oken.
L'any 1802 publica un breu treball titulat Grundriss der Naturphilosophie, der Theorie der Sinne, mit der darauf gegründeten Classification der Thiere. Es tracta del primer document d'una sèrie de publicacions que li van conferir l'estatut de líder de la Naturphilosophie.
L'any 1804, publica una Estimació de les línies generals de la Naturphilosophie, en què comença a construir una biologia fonamentada en els principis establerts per Schelling.
L'any 1805 publica La generació, en què establia un paral·lelisme entre l'anatomia i l'embriologia de diversos animals. Segons Oken, els éssers vius estan composts d'infusoris, animals primordials que es reunirien en el procés de l'ontogènesi i que tornarien a separar-se a la mort de l'animal.

## Obra

### LaFilosofia naturalde Lorenz Oken
El sistema d'Oken està basat en la idea de Schelling de les forces antagonistes que, tractant d'anul·lar-se, són responsables de l'activitat que governa tots els objectes, vius i inerts, que componen el cosmos. La fonamentació del sistema d'Oken és matemàtica, i s'inscriu, així, en la tradició pitagòrica. Oken parteix de la fórmula: 1 - 1 = 0. L'1 representa la matèria, la part passiva de la natura. El - 1 representa l'esperit, la part creativa de la natura. El 0 és el resultat de la unió d'ambdues forces antagonistes, i s'identifica amb la divinitat.
A partir d'aquest marc teòric fonamental, Oken deriva la totalitat de les seves teories geològiques i orgàniques. Entre aquestes, destaca la teoria vertebral del crani, segons la qual, el crani no és més que una tríada de vèrtebres metamorfosades.

### La teoria vertebral del crani
L'any 1807, Lorenz Oken publica la seva obra Sobre la significació dels ossos del crani, en què exposa la teoria segons la qual el crani és un conjunt de diverses vèrtebres modificades, cadascuna associada a un dels sentits. Aquesta teoria està, per a Oken, profundament vinculada a la seva filosofia: els ossos representen el pol terròs i passiu de la natura i els nervis el pol solar i actiu.
D'altra banda, Oken va establir un paral·lelisme entre les vèrtebres del crani i les que formaven la columna vertebral, de manera que el cap repetia l'estructura del tronc. L'analogia es fundava, de nou, en raons tant morfològiques com funcionals, puix, segons Oken, el tòrax i la cavitat nasal estaven lligats a la respiració.